# Kay Raseroka
Helen Kay Raseroka, född 1945 i provinsen KwaZulu-Natal i Sydafrika,   är en tidigare sydafrikansk bibliotekarie och ordförande för 
International Federation of Library Associations and Institutions (IFLA) mellan 2003 och 2005.
Raseroka, som är medborgare i Botswana, har arbetat mer än 30 år inom biblioteksvärlden. Hon utbildade sig vid University College i London och var medgrundare av Botswanas universitetsbibliotek år 1981. Hon var chef för biblioteket till 2010 då hon avgick med pension. Samma år utsågs hon till  hedersdoktor i juridik vid University of Alberta i Kanada.
Raseroka var IFLA:s första ordförande från Afrika och under sin tid som chef fokuserade hon på bibliotekens roll för ett livslångt läsande. Hon utsågs till Honorary Fellow i IFLA år 2007.